# Dapagliflozine
Dapagliflozine is een geneesmiddel waarmee diabetes mellitus type 2 kan worden behandeld. Het medicijn is ontwikkeld door Bristol-Myers Squibb samen met de firma AstraZeneca en geregistreerd onder de merknaam Forxiga®.
In april 2012 gaf de CHMP van het EMA een positief rapport over het geneesmiddel. Het is nu in een aantal Europese landen in de handel en is via een gemeenschappelijke procedure op 15 november 2012 geschikt bevonden voor heel Europa bij de behandeling van diabetes type 2. In 2014 is het middel door de FDA geregistreerd voor hartfalen en diabetes mellitus type 2, nadat de FDA het medicijn in juli 2011 nog had tegengehouden. 

## Werkingsmechanisme
Dapagliflozine voorkomt de terugresorptie van glucose uit de nier, waarna de glucose in de urine wordt uitgescheiden. Het is een omkeerbare remmer van de natrium-glucose-cotransporter 2 (SGLT2). Doordat er een grote hoeveelheid glucose kan worden uitgescheiden, tot aan 70 gram per dag, kunnen gebruikers last krijgen van zwakte, bloeddrukverlaging, flauwvallen en urinewegontstekingen.

## Handelsproduct
Forxiga wordt in de handel gebracht als tabletten met dapagliflozinepropaandiolmonohydraat, overeenkomend met respectievelijk 5 en 10 mg dapagliflozine.
Forxiga is geïndiceerd bij volwassen patiënten, 18 jaar en ouder, met type 2 diabetes mellitus om de bloedglucoseregulatie te verbeteren als monotherapie en als add-on-combinatietherapie (in het bijzonder toevoeging aan metformine). De standaarddosering is 1x daags 10 mg.

## Farmacokinetiek
De biologische beschikbaarheid is 78%. De stof wordt hoofdzakelijk omgezet in een niet-werkzame glucuronide. De nierfunctie is belangrijk voor de hoeveelheid glucose die wordt uitgescheiden. De halveringstijd bedraagt circa 13 uur.

## Waarschuwingen
Starten met dit medicijn wordt afgeraden bij patiënten boven de 75 jaar, mensen met een matige of slechte nierfunctie, zwangeren en vrouwen die borstvoeding geven. Cardiovasculaire ziekten vormen een risico, net als  het gebruik van lisdiuretica. Het geneesmiddel geeft een grote kans op volumedepletie. Ook verhoogt het de kans op urogenitale infecties.

## Vergoeding in Nederland
Het CVZ adviseerde de minister op 3 september 2013 om vergoeding toe te staan als tweede medicijn middels clustering op lijst 1B. Dit geldt vooralsnog alleen in combinatietherapie met metformine, wanneer een sulfonylureumderivaat niet wordt verdragen. Als monotherapie is het geneesmiddel nog niet beoordeeld.